# Antihistaminic

Structura histaminei

Termenul de antihistaminic face referire la un medicament care acționează ca antagonist al receptorilor pentru histamină, și poate fi de două tipuri: antihistaminic H1 și H2.
Antihistaminicele H1 sunt medicamente utilizate în tratamentul rinitei alergice și a altor tipuri de alergii. Accesibilitatea antialergicelor antihistaminice este dată de faptul că prezintă un cost nu foarte ridicat, majoritatea sunt medicamente generice și unele sunt disponibile over-the-counter. Sunt adesea utilizate pentru tratamentul congestiei nazale, a strănuturilor sau a urticariilor cauzate de alergeni, precum este polenul sau părul de animale. Sunt în majoritatea cazurilor utilizate pe termen scurt. Alergiile cu caracter cronic cresc riscul de apariție al unor probleme de sănătate pe care antihistaminicele H1 nu le pot atenua, precum astmul, sinuzita și infecțiile de tract respirator inferior.
Antihistaminicele H2, pe de altă parte, se leagă de receptorii histaminici H2 de la nivelul tractului gastrointestinal superior (majoritar stomacal), având ca scop diminuarea secreției de acid clorhidric la nivel stomacal. Astfel, sunt indicate în ulcere peptice și în boala de reflux gastroesofagian.

## Clasificare

### Antihistaminice H1
Antagoniști H1
- Acrivastină
- Alimemazină
- Astemizol
- Azelastină
- Bepotastină
- Bilastină
- Bromazină
- Bromfeniramină, dexbromfeniramină
- Buclizină
- Carbinoxamină
- Cetirizină (Zyrtec)
- Clorfeniramină, dexclorfeniramină
- Clemastină
- Ciclizină
- Ciproheptadină
- Desloratadină (Aerius)
- Difenilpiralină
- Dimenhidrinat (și antiemetic)
- Dimetinden
- Difenhidramină
- Doxilamină (și sedativ)
- Ebastină
- Emedastină
- Epinastină
- Etodroxizină
- Fenindamină
- Feniramină
- Fexofenadină (Allegra/Telfast)
- Hidroxizină (Vistaril)
- Izotipendil
- Ketotifen
- Levocabastină (Livostin/Livocab)
- Levocetirizină (Xyzal)
- Loratadină (Claritin)
- Meclizină (și antiemetic)
- Mirtazapină (antidepresiv)
- Mizolastină
- Olopatadină (local)
- Orfenadrină (miorelaxant, antiparkinsonian)
- Prometazină
- Quetiapină (antipsihotic)
- Rupatadină (Tamalis)
- Terfenadină
- Triprolidină

Agoniști inverși H1
- Levocetirizină
- Desloratadină
- Mepiramină (Pirilamină)

### Antihistaminice H2
- Cimetidină
- Famotidină
- Lafutidină
- Nizatidină
- Ranitidină
- Roxatidină

### Antihistaminice H3
- Betahistină

## Farmacologie
Receptorii histaminergici prezintă activitate constitutivă, astfel că un antihistaminic poate să acționeze fie ca antagonist, fie ca agonist invers al receptorilor. Doar câțiva dintre reprezentanții antihistaminici H1 disponibili pe piața farmaceutică sunt cunoscuți ca fiind agoniști inverși.